# 桜谷古墳群 (高岡市)

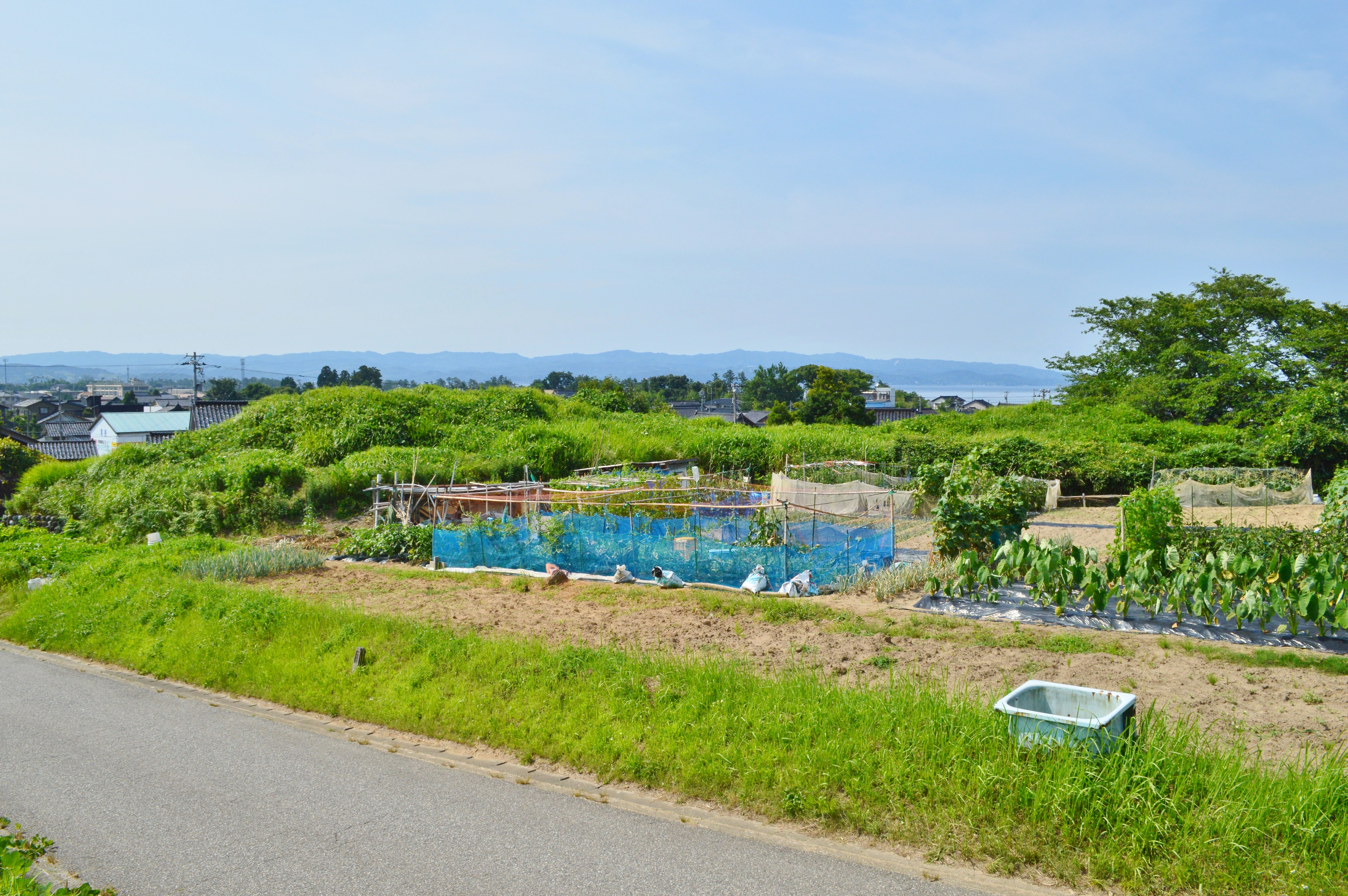
1号墳左に後円部、右に前方部。

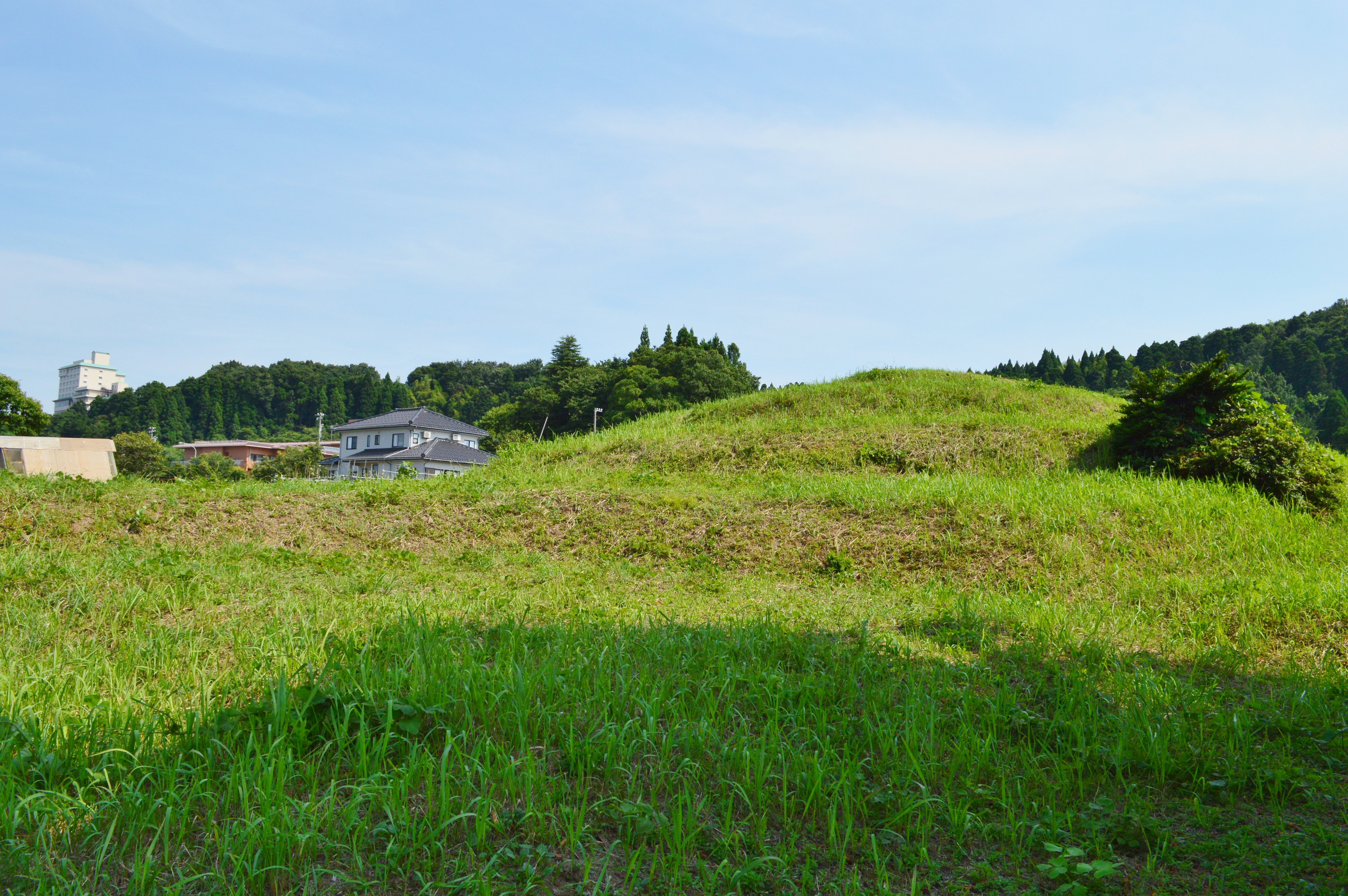
2号墳右に後円部、左に前方部。

桜谷古墳群（さくらだにこふんぐん）は、富山県高岡市太田にある古墳群。2基が国の史跡に指定され、出土品は高岡市指定有形文化財に指定されているお。

## 概要
富山県北西部、二上丘陵北端の丘陵の縁辺部に営造された古墳群である。前方後円墳1基（1号墳）・帆立貝形古墳1基（2号墳）・小円墳10基以上から構成される。1918年（大正7年）に発見されたのち、現在は1号墳・2号墳以外の多くが畑地化している。
1号墳・2号墳は、いずれも内部未調査のため内容は詳らかでないが、5世紀初頭以前の築造と推定される（4世紀代の築造か）。古墳時代前期から後期まで営造された富山湾沿岸の一大勢力の墓群と想定され、当地を治めた伊彌頭国造の大河音足尼一族との関連を指摘する説も挙げられている。
1号墳・2号墳は1934年（昭和9年）に国の史跡に指定され、出土品は1962年（昭和37年）に高岡市指定有形文化財に指定された。現在では1号墳・2号墳は史跡整備のうえで公開されている。

## 遺跡歴
- 1918年（大正7年）、諏訪神社の神木掘り上げの際に遺物出土、古墳として発見[1]。
- 1924年（大正13年）までに前方後円墳2基・円墳7基を確認[5]。
- 1934年（昭和9年）12月28日、1号墳・2号墳が「桜谷古墳」として国の史跡に指定[6]。
- 戦後、開墾により円墳7基は畑地化[4][5]。
- 1962年（昭和37年）3月30日、出土品が高岡市指定有形文化財に指定[7]。
- 1965-1966年（昭和40-41年）、1号墳・2号墳の史跡整備[4]。
- 1976-1977年度（昭和51-52年度）、県道工事に伴う発掘調査の際に円墳1基（13号墳）・箱式石棺2基の発見[5]。
- 1995年度（平成7年度）、下水管敷設工事に伴う発掘調査（高岡市教育委員会）[3]。

## 一覧
| 古墳名 | 座標                                    | 形状         | 規模                                                              | 備考 |
| ------ | --------------------------------------- | ------------ | ----------------------------------------------------------------- | --- |
| 1号墳  | 北緯36度48分59.28秒 東経137度1分51.82秒 | 前方後円墳   | 墳丘長62m 後円部直径35ｍ 後円部高さ6ｍ 前方部幅30ｍ 前方部高さ5ｍ | 内部未調査                                                                                                 |
| 2号墳  | 北緯36度48分58.58秒 東経137度1分55.80秒 | 帆立貝形古墳 | 墳丘長50m 後円部直径33ｍ 後円部高さ6ｍ 前方部高さ1ｍ              | 前方部大部分削平 内部未調査 1923年に後円部から碧玉紡錘車・石釧5・管玉出土 1945年に後円部から管玉・鏡片出土 |
| 3号墳  |                                         | 円墳         |                                                                   | 1921年削平 金銅環・小玉・鉄刀・鉄剣・土師器坏・人骨出土                                                    |
| 4号墳  |                                         | 円墳         |                                                                   | |
| 5号墳  |                                         | 円墳         |                                                                   | |
| 6号墳  |                                         | 円墳         |                                                                   | |
| 7号墳  |                                         | 円墳         |                                                                   | 1945年破壊 金銅製帯金具・鉄鏃出土                                                                          |
| 8号墳  |                                         | 円墳         |                                                                   | 1924年に横穴式石室露出 鉄刀・銀製刀装具・金環・須恵器・人骨出土                                            |
| 9号墳  |                                         | 円墳         |                                                                   | 1918年調査 内行花文鏡・管玉出土                                                                            |
| 10号墳 |                                         |              |                                                                   | |
| 11号墳 |                                         |              |                                                                   | 1945年に付近で刀身片出土                                                                                   |
| 12号墳 |                                         |              |                                                                   | |
| 13号墳 |                                         | 円墳         |                                                                   | 1976-1977年度調査で発見                                                                                    |

## 出土品
古墳群からの主な出土品は次の通り。
- 内行花文鏡 1面 - 直径14センチメートル。
- 管玉 13個
- 石釧 3個
- 紡錘車 1個
- 青琅玕 1個
- 金環 3個
- 小玉 17個

以上の6種28点は高岡市指定有形文化財に指定され、現在では内行花文鏡は東京国立博物館で、その他は高岡市立博物館で保管されている。

## 文化財

### 国の史跡
- 桜谷古墳 - 1934年（昭和9年）12月28日指定[6]。

### 高岡市指定文化財
- 有形文化財
  - 桜谷古墳付近出土品 28点（考古資料） - 1962年（昭和37年）3月30日指定[7]。

## 関連施設
- 高岡市立博物館（高岡市古城） - 桜谷古墳群の出土品等を保管[4]。
- 東京国立博物館 - 桜谷古墳群出土の内行花文鏡を保管[4]。